# Alberto Fernández (atirador esportivo)
Alberto Fernández Muñoz (Madrid, 16 de junho de 1983) é um atirador esportivo espanhol, campeão olímpico.

## Carreira
Fernández participou dos Jogos Olímpicos de Verão de 2020 em Tóquio, onde participou da prova de fossa olímpica em duplas mistas ao lado de Fátima Gálvez, conquistando a medalha de ouro para se consagrar campeão.